# 加尔瓦略山仁慈之母堂
加尔瓦略山仁慈之母堂（意大利语：Chiesa di Santa Maria della Mercede a Montecalvario，又名加尔瓦略山教堂）是一座罗马天主教教堂，位于意大利那不勒斯的加尔瓦略山。
该教堂建于1560年，由那不勒斯一位贵族Ilaria D'Apuzzo捐赠，送给方济各会。到1580年代，该堂附属于圣母无染原罪堂区。在17世纪，教堂扩建，拥有一个巨大的楼梯和有五个拱门的门廊。1677年，该堂的室内采用巴洛克风格装饰。1808年，该堂被关闭，变成了兵营。门廊变成市场，原来的巴洛克式的楼梯由一个不起眼的楼梯取代。十年后，方济各会回到修道院，恢复了教堂和学校。1980年，修复圣雅纳略圣血游行的台子，现在保存在大理石正祭台下面。